# Duits eenheidsteam op de Olympische Winterspelen 1960
Tijdens de Olympische Winterspelen van 1960, die in Squaw Valley (Verenigde Staten) werden gehouden, nam Duitsland voor de zesde keer deel.
Het Duitse eenheidsteam bestond uit 43 sporters uit de Bondsrepubliek en 31 sporters uit de Duitse Democratische Republiek (DDR) die zich via onderlinge wedstrijden gekwalificeerd hadden.

## Medailleoverzicht
| Sport              | Olympiër                          | Discipline   | Medaille |
| ------------------ | --------------------------------- | ------------ | -------- |
| Alpineskiën        | Heidi Biebl                       | afdaling (v) | Goud     |
| Noordse combinatie | Georg Thoma                       | mannen       | Goud     |
| Schaatsen          | Helga Haase                       | 500 m (v)    | Goud     |
| Schansspringen     | Helmut Recknagel                  | mannen       | Goud     |
| Alpineskiën        | Hans-Peter Lanig                  | afdaling (m) | Zilver   |
| Kunstrijden        | Marika Kilius Hans-Jürgen Bäumler | paarrijden   | Zilver   |
| Schaatsen          | Helga Haase                       | 1000 m (v)   | Zilver   |
| Alpineskiën        | Barbi Henneberger                 | slalom (v)   | Brons    |

## Deelnemers en resultaten

### Alpineskiën
| Olympiër           | Discipline       | Resultaat | Prestatie                   |
| ------------------ | ---------------- | --------- | --------------------------- |
| Sepp Behr          | slalom (m)       | 10e       | 2.16,0 (+7,1) 1.12,1+1.03,9 |
| Willy Bogner       | afdaling (m)     | 9e        | 2.09,7 (+3,7)               |
| Willy Bogner       | reuzenslalom (m) | dq        | diskwalificatie             |
| Willy Bogner       | slalom (m)       | dq        | diskwalificatie             |
| Hans-Peter Lanig   | afdaling (m)     | Zilver    | 2.06,5 (+0,5)               |
| Hans-Peter Lanig   | reuzenslalom (m) | 13e       | 1.51,9 (+3,6)               |
| Hans-Peter Lanig   | slalom (m)       | 7e        | 2.14,3 (+5,4) 1.11,9+1.02,4 |
| Ludwig Leitner     | afdaling (m)     | 11e       | 2.10,2 (+4,2)               |
| Ludwig Leitner     | reuzenslalom (m) | 18e       | 1.53,6 (+5,3)               |
| Ludwig Leitner     | slalom (m)       | 4e        | 2.10,5 (+1,6) 1.10,9+59,6   |
| Eberhard Riedel    | afdaling (m)     | 16e       | 2.13,3 (+7,3)               |
| Fritz Wagnerberger | reuzenslalom (m) | 15e       | 1.52,5 (+4,2)               |
|                    |                  |           |                             |
| Heidi Biebl        | afdaling (v)     | Goud      | 1.37,6                      |
| Heidi Biebl        | reuzenslalom (v) | 37e       | 2.01,5 (+21,6)              |
| Heidi Biebl        | slalom (v)       | 21e       | 2.06,5 (+16,9) 1.09,2+57,3  |
| Barbi Henneberger  | afdaling (v)     | 11e       | 1.42,4 (+4,8)               |
| Barbi Henneberger  | reuzenslalom (v) | 15e       | 1.42,6 (+2,7)               |
| Barbi Henneberger  | slalom (v)       | Brons     | 1.56,6 (+7,0) 57,4+59,2     |
| Anneliese Meggl    | afdaling (v)     | 6e        | 1.40,8 (+3,2)               |
| Anneliese Meggl    | reuzenslalom (v) | 5e        | 1.40,7 (+0,8)               |
| Anneliese Meggl    | slalom (v)       | 13e       | 2.02,4 (+12,8) 1.02,5+59,9  |
| Sonja Sperl        | afdaling (v)     | 7e        | 1.41,0 (+3,4)               |
| Sonja Sperl        | reuzenslalom (v) | 9e        | 1.41,9 (+2,0)               |
| Sonja Sperl        | slalom (v)       | 8e        | 1.58,8 (+9,2) 59,0+59,8     |

### Biatlon
| Olympiër         | Discipline | Resultaat | Prestatie                              |
| ---------------- | ---------- | --------- | -------------------------------------- |
| Kuno Werner      | 20 km (m)  | 9e        | 1:41.33,8 (+8.12,2) pen.: 6 (2-1-1-2)  |
| Herbert Kirchner | 20 km (m)  | 13e       | 1:46.35,6 (+13.14,0) pen.: 4 (1-0-1-2) |
| Horst Nickel     | 20 km (m)  | 17e       | 1:48.28,9 (+15.07,3) pen.: 8 (3-1-0-4) |
| Kurt Hinze       | 20 km (m)  | 20e       | 1:54.36,5 (+21.14,9) pen.: 9 (3-2-2-2) |

### Kunstrijden
| Olympiër                          | Discipline | Resultaat | Prestatie                  |
| --------------------------------- | ---------- | --------- | -------------------------- |
| Manfred Schnelldorfer             | mannen     | 8e        | pc. 75,0; 1303,300 punten  |
| Tilo Gutzeit                      | mannen     | 9e        | pc. 86,0; 1274,000 punten  |
| Bodo Bockenauer                   | mannen     | 16e       | pc. 137,0; 1161,200 punten |
| Bärbel Martin                     | vrouwen    | 14e       | pc. 132,0; 1219,800 punten |
| Ursel Barkey                      | vrouwen    | 18e       | pc. 166,0; 1164,500 punten |
| Marika Kilius Hans-Jürgen Bäumler | paarrijden | Zilver    | pc. 19,0; 76,800 punten    |
| Margret Göbl Franz Ningel         | paarrijden | 5e        | pc. 36,0; 72,500 punten    |
| Rita Blumenberg Werner Mensching  | paarrijden | 7e        | pc. 53,0; 70,200 punten    |

### Langlaufen
| Olympiër                                        | Discipline            | Resultaat | Prestatie                                                    |
| ----------------------------------------------- | --------------------- | --------- | ------------------------------------------------------------ |
| Rudolf Dannhauer                                | 30 km (m)             | 29e       | 2:03.38,9 (+12.35,0)                                         |
| Rudolf Dannhauer                                | 50 km (m)             | 23e       | 3:27.54,6 (+28.48,3)                                         |
| Egon Fleischmann                                | 50 km (m)             | 28e       | 3:35.53,6 (+36.47,3)                                         |
| Werner Haase                                    | 15 km (m)             | 38e       | 57.40,3 (+5.44,8)                                            |
| Helmut Hagg                                     | 50 km (m)             | 20e       | 3:25.14,6 (+26.08,3)                                         |
| Siegfried Hug                                   | 30 km (m)             | 33e       | 2:05.48,6 (+14.44,7)                                         |
| Josef Maier                                     | 30 km (m)             | 26e       | 2:02.10,6 (+11.06,7)                                         |
| Enno Röder                                      | 15 km (m)             | 32e       | 56.54,4 (+4.58,9)                                            |
| Helmut Weidlich                                 | 30 km (m)             | 21e       | 2:01.25,8 (+10.21,9)                                         |
| Siegfried Weiß                                  | 15 km (m)             | 42e       | 58.04,6 (+6.09,1)                                            |
| Siegfried Weiß                                  | 50 km (m)             | 24e       | 3:28.29,1 (+29.22,8)                                         |
| Kuno Werner                                     | 15 km (m)             | 24e       | 54.25,6 (+2.30,1)                                            |
| Kuno Werner Helmut Hagg Werner Haase Enno Röder | 4x10 km estafette (m) | 9e        | 2:31.47,1 (+13.01,5) (37.27,0 / 37.53,0 / 37.58,0 / 38.29,1) |
|                                                 |                       |           |                                                              |
| Rita Czech-Blasl                                | 10 km (v)             | 12e       | 42.29,0 (+2.42,4)                                            |
| Renate Borges                                   | 10 km (v)             | 16e       | 43.46,1 (+3.59,5)                                            |
| Christa Göhler                                  | 10 km (v)             | 18e       | 44.14,6 (+4.28,0)                                            |
| Sonnhilde Kallus                                | 10 km (v)             | dnf       | opgave                                                       |
| Rita Czech-Blasl Renate Borges Sonnhilde Kallus | 3x5 km estafette (v)  | 5e        | 1:09.25,7 (+5.04,3) (22.59,0 / 22.48,0 / 23.38,7)            |

### Noordse combinatie
| Olympiër       | Discipline | Resultaat | Prestatie                                   |
| -------------- | ---------- | --------- | ------------------------------------------- |
| Georg Thoma    | mannen     | Goud      | 457,952 punten schans: 221,5 15 km: 236,452 |
| Günter Flauger | mannen     | 13e       | 432,742 punten schans: 207,0 15 km: 225,742 |
| Rainer Dietel  | mannen     | 17e       | 426,645 punten schans: 214,0 15 km: 212,645 |
| Martin Körner  | mannen     | 20e       | 416,645 punten schans: 212,0 15 km: 204,645 |

### Schaatsen
| Olympiër            | Discipline   | Resultaat | Prestatie         |
| ------------------- | ------------ | --------- | ----------------- |
| Sepp Biebl          | 5000 m (m)   | 32e       | 8.48,0 (+56,7)    |
| Helmut Kuhnert      | 500 m (m)    | 20e       | 42,3 (+2,1)       |
| Helmut Kuhnert      | 1500 m (m)   | 9e        | 2.13,6 (+3,2)     |
| Helmut Kuhnert      | 5000 m (m)   | 22e       | 8.25,1 (+33,8)    |
| Helmut Kuhnert      | 10.000 m (m) | 13e       | 16.43,4 (+56,8)   |
| Harald Norden       | 1500 m (m)   | 31e       | 2.22,1 (+11,7)    |
| Manfred Schüler     | 500 m (m)    | 24e       | 42,5 (+2,3)       |
| Manfred Schüler     | 1500 m (m)   | 18e       | 2.18,3 (+7,9)     |
| Herbert Söllner     | 500 m (m)    | 20e       | 42,3 (+2,1)       |
| Günther Tilch       | 500 m (m)    | 20e       | 42,3 (+2,1)       |
| Günther Tilch       | 1500 m (m)   | 38e       | 2.24,8 (+14,4)    |
| Heinz Wolfram       | 5000 m (m)   | 36e       | 9.18,2 (+1.26,9)  |
| Heinz Wolfram       | 10.000 m (m) | 29e       | 18.37,0 (+2.50,4) |
|                     |              |           |                   |
| Sigrit Behrenz      | 500 m (v)    | 18e       | 50,2 (+4,3)       |
| Sigrit Behrenz      | 1000 m (v)   | 18e       | 1.43,8 (+9,7)     |
| Inge Görmer         | 1500 m (v)   | 16e       | 2.36,5 (+11,3)    |
| Inge Görmer         | 3000 m (v)   | 13e       | 5.37,5 (+23,2)    |
| Helga Haase         | 500 m (v)    | Goud      | 45,9              |
| Helga Haase         | 1000 m (v)   | Zilver    | 1.34,3 (+0,2)     |
| Helga Haase         | 1500 m (v)   | 8e        | 2.31,7 (+6,5)     |
| Natascha Liebknecht | 500 m (v)    | 20e       | 51,4 (+5,5)       |
| Natascha Liebknecht | 1000 m (v)   | 17e       | 1.43,5 (+9,4)     |
| Gisela Toews        | 1500 m (v)   | 22e       | 2.51,1 (+25,9)    |
| Gisela Toews        | 3000 m (v)   | 17e       | 5.48,3 (+34,0)    |

### Schansspringen
| Olympiër         | Discipline | Resultaat | Prestatie                  |
| ---------------- | ---------- | --------- | -------------------------- |
| Helmut Recknagel | mannen     | Goud      | 227,2 punten (93,5+84,5 m) |
| Max Bolkart      | mannen     | 6e        | 212,6 punten (87,5+81,0 m) |
| Veit Kührt       | mannen     | 12e       | 208,7 punten (88,5+79,5 m) |
| Werner Lesser    | mannen     | 21e       | 200,8 punten (81,5+78,5 m) |

### IJshockey
| Olympiër | Discipline | Resultaat | Prestatie |
| --- | ---------- | --------- | --- |
| Paul Ambros Georg Eberl Markus Egen Ernst Eggerbauer Michael Hobelsberger Hans Huber Ulli Jansen Hans Rampf Josef Reif Otto Schneitberger Siegfried Schubert Horst Franz Schuldes Kurt Sepp Ernst Trautwein Xaver Unsinn Leonhard Waitl | mannen     | 6e        | voorronde groep B: 0 - 8 Duitsland - Sovjet-Unie 4 - 1 Duitsland - Finland finaleronde: 0 - 12 Duitsland - Canada 1 - 9 Duitsland - Verenigde Staten 1 - 7 Duitsland - Sovjet-Unie 1 - 9 Duitsland - Tsjecho-Slowakije 2 - 8 Duitsland - Zweden |

Argentinië · Australië · Bulgarije · Canada · Chili · Denemarken · Duits eenheidsteam · Finland · Frankrijk · Groot-Brittannië · Hongarije · IJsland · Italië · Japan · Libanon · Liechtenstein · Nederland · Nieuw-Zeeland · Noorwegen · Oostenrijk · Polen · Sovjet-Unie · Spanje · Tsjecho-Slowakije · Turkije · Verenigde Staten · Zuid-Afrika · Zuid-Korea · Zweden · Zwitserland